# Cyprus Turkish Airlines

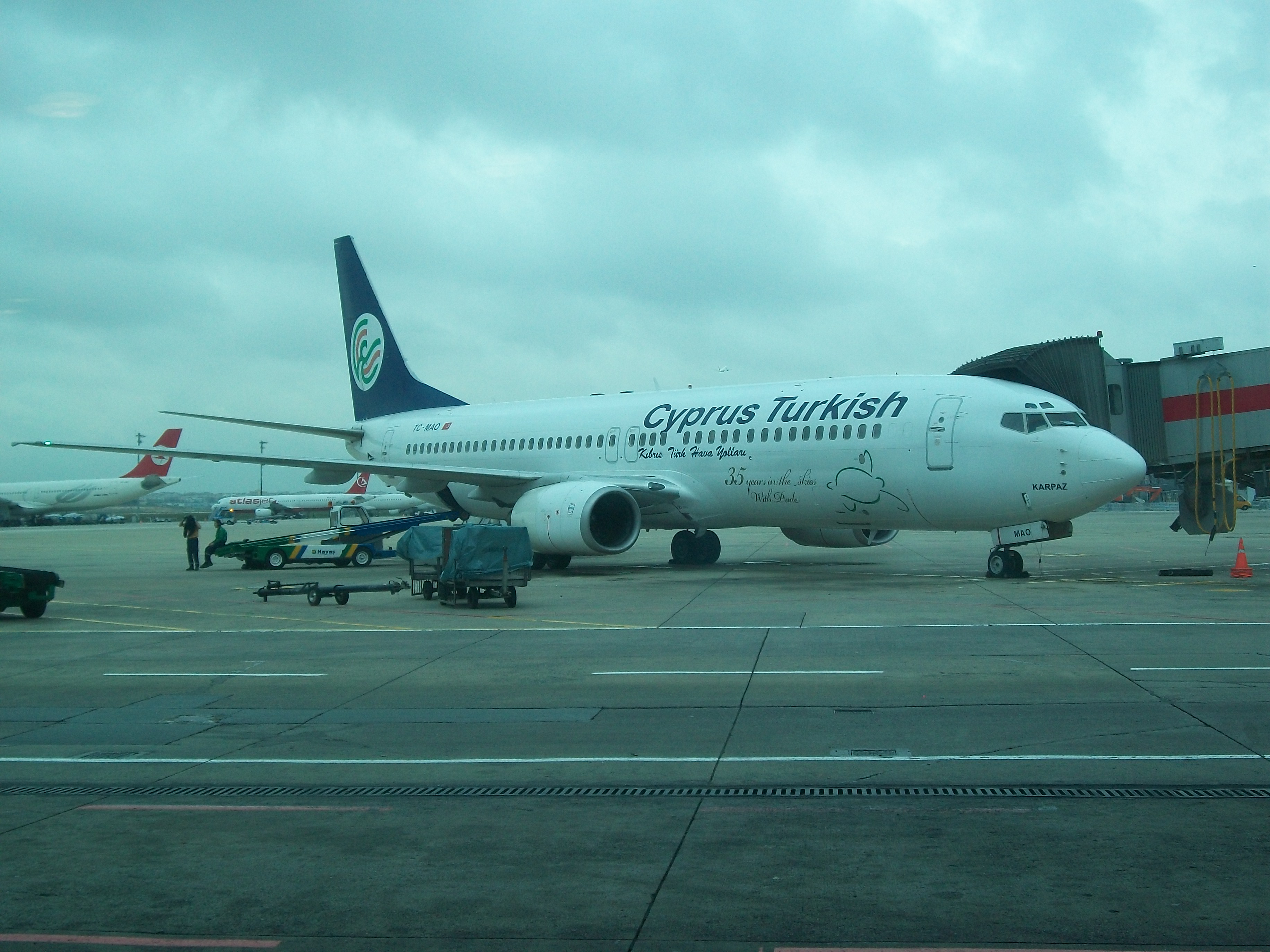
Un avion de Cyprus Turkish Airlines à l'aéroport d’Istanbul.

Cyprus Turkish Airlines (ou KTHY c'est-à-dire Kıbrıs Türk Hava Yolları, compagnie aérienne chypriote turque) (code AITA : YK ; code OACI : KYV) était une compagnie aérienne, basée dans la république autoproclamée de Chypre du Nord. Elle est basée sur l'aéroport international Ercan.
Le 21 juin 2010, la compagnie a annoncé via son site Web qu'ils avaient cessé toute activité jusqu'à nouvel ordre et huit jours plus tard, le 29 juin 2010, il a été annoncé que la compagnie a fait faillite.